# Вискаррондо, Освальдо
Осва́льдо Вискарро́ндо (исп. Oswaldo Vizcarrondo; 31 мая 1984, Каракас, Венесуэла) — венесуэльский футболист, игравший на позиции защитника. Выступал за сборную Венесуэлы.

## Карьера

### Клубная
Освальдо Вискаррондо — воспитанник футбольного клуба «Каракас» из своего родного города. Начал выступать за клуб в 2003 году. С 2004 года регулярно принимал участие в составе «Каракаса» в матчах континентальных клубных турниров КОНМЕБОЛ
.
Также за годы выступлений в «Каракасе» защитник трижды становился чемпионом Венесуэлы.
В 2007 году Вискаррондо перешёл в «Росарио Сентраль», однако не сумел заиграть в аргентинском клубе и год спустя вернулся в «Каракас», где вновь стал чемпионом страны. В родной команде защитник до января 2009 года сыграл ещё 23 матча, после чего решил попробовать свои силы в парагвайской «Олимпии». За клуб из Асунсьона футболист выступал на протяжении 2009 года, а затем стал игроком колумбийского «Онсе Кальдаса».
Дебютировал в колумбийском клубе 1 февраля 2010 года в матче чемпионата страны против «Реала Картахены»
.
Гол, забитый в ворота Алехандро Ботеро 18 апреля 2010 года стал для венесуэльца первым в команде и принёс «Онсе Кальдасу» ничью на последней минуте матча с клубом «Бояка Чико»
.
С «Онсе Кальдасом», за который Освальдо Вискаррондо выступал весь 2010 год, он выиграл национальный чемпионат и вновь принимал участие в Кубке Либертадорес, где сыграл все 8 матчей своей команды.
С января по август 2011 года защитник выступал в Венесуэле за «Депортиво Ансоатеги», после чего вторично перебрался в Аргентину, в клуб «Олимпо». Провёл первый матч в чемпионате Аргентины 23 августа 2011 года в третьем туре Апертуры против «Колона»
.
Впоследствии Вискаррондо сыграл за «Олимпо» ещё 13 матчей, после чего перешёл в клуб «Америка» из столицы Мексики.
За мексиканский клуб защитник впервые сыграл 21 января 2012 года и за отведённые ему 39 минут второго тайма успел получить жёлтую карточку
.
26 февраля того же года футболист принял участие в разгроме «Атланте», забив ударом головой первый свой гол за «Америку» с передачи Хуана Карлоса Медины
.
Этот гол остался для Освальдо Вискаррондо единственным, забитым за клуб из Мехико. Отыграв за команду 11 матчей, в августе 2012 года защитник отправился в аренду в «Ланус».
В составе «гранатовых» Вискаррондо дебютировал 11 августа 2012 года
 и сыграл за команду в общей сложности 31 матч. Летом 2013 года футболист стал игроком французского «Нанта», заключив трёхлетний контракт
.
10 августа 2013 года защитник впервые вышел на поле в матче Лиги 1. Против «Бастии» венесуэльский футболист отыграл все 90 минут
.

### В сборной
С 2004 года Освальдо Вискаррондо выступает за сборную Венесуэлы. В 2007 году защитник попал в заявку команды на Кубок Америки, но ни одного матча на турнире не сыграл. Дебютировал на Копа Америка 4 года спустя, 3 июля 2011 года, отыграв полностью матч группового этапа против Бразилии
.
18 июля в четвертьфинальном матче с Чили защитник открыл счёт ударом головой
.
На турнире Вискаррондо стал одним из ключевых игроков команды, проведя на поле все 6 матчей сборной с первой до последней минуты. По итогам Кубка Америки 2011 футболист был включён в символическую сборную турнира
.